# Shikabala
Mahmoud Abdel Razek Fadlallah, em árabe: محمود عبد الرازق فضل الله (Assuão, 5 de março de 1986), conhecido  como "Shikabala", é um futebolista egípcio que atua como Atacante (ou Médio). Atualmente joga no Zamalek.

## Carreira
Esteve no Zamalek, clube onde iniciou a carreira, tendo jogado pela equipa grega do PAOK.
Em 2014 foi transferido para o Sporting Clube de Portugal. 

## Seleção
Fez parte da Seleção Egípcia campeã da Copa das Nações Africanas de 2010, tendo disputado uma partida.

## Títulos
Zamalek
- Campeonato Egípcio: 2002–03, 2003–04, 2020–21, 2021–22
- Copa do Egito: 2007–08, 2012–13, 2015–16, 2018–19, 2020–21
- Supercopa do Egito: 2017–18, 2019–20
- Copa das Confederações da CAF: 2023–24
- Supercopa da CAF: 2003, 2020, 2024
- Liga dos Campeões Árabes: 2003
- Supercopa Saudita-Egípcia: 2003

Seleção Egípcia
- Campeonato Africano das Nações: 2010

### Artilharias
- Campeonato Egípcio de 2010–11: (13 gols)